# Шуебо
Шуебо (Швебо; бірм. ရွှေ ဘို) — місто в області Сікайн в М'янмі.

## Історія
У давнину область навколо міста належало місту-державі Ханлін народу П'ю.
Шуебо було царською столицею під час царя Алаунпайї (який народився в Шуебо) у період 1758–1765. Звідси він організував похід на Аву, зайняв Аву, а потім і Нижню Бірму, заснувавши династію Конбаун — третю бірманську імперію. Його син Сінб'юшин в 1780 році переніс столицю в Амарапуру, Шуебо стало занепадати.

## Економіка
У наш час Шуебо — сільськогосподарський торговий центр, основні культури — боби, рис і сезам, вирощувані в долині річки Іраваді.

## Географія
Шуебо знаходиться за 113 км на північний захід від Мандалая на східному березі річки Чиндуїн.

### Клімат
Місто знаходиться у зоні, котра характеризується кліматом тропічних саван. Найтепліший місяць — травень із середньою температурою 30.6 °C (87.1 °F). Найхолодніший місяць — січень, із середньою температурою 20 °С (68 °F).
| Клімат Шуебо            | Клімат Шуебо | Клімат Шуебо | Клімат Шуебо | Клімат Шуебо | Клімат Шуебо | Клімат Шуебо | Клімат Шуебо | Клімат Шуебо | Клімат Шуебо | Клімат Шуебо | Клімат Шуебо | Клімат Шуебо | Клімат Шуебо |
| Показник                | Січ.         | Лют.         | Бер.         | Квіт.        | Трав.        | Черв.        | Лип.         | Серп.        | Вер.         | Жовт.        | Лист.        | Груд.        | Рік          |
| Середня температура, °C | 20           | 22,1         | 25,7         | 29,4         | 30,6         | 29           | 29,6         | 28,9         | 28,5         | 27,3         | 24,1         | 21,7         | 26,4         |
| Норма опадів, мм        | 3            | 2.5          | 2.8          | 56.5         | 131.4        | 148.1        | 97.9         | 169.5        | 182.1        | 161.5        | 43.9         | 7.4          | 1006.6       |
| Днів з опадами          | 0,6          | 1            | 1,5          | 3,9          | 10,5         | 12           | 12,4         | 13,2         | 12,1         | 8,5          | 3,5          | 0,5          | 79,7         |
| Вологість повітря, %    | 67.3         | 56.3         | 49.5         | 52.3         | 65           | 74.2         | 74           | 78.9         | 79.9         | 79.6         | 77.4         | 75           | 69.1         |
| ----------------------- | ------------ | ------------ | ------------ | ------------ | ------------ | ------------ | ------------ | ------------ | ------------ | ------------ | ------------ | ------------ | ------------ |
| Джерело: Weatherbase    |              |              |              |              |              |              |              |              |              |              |              |              |              |

## Транспорт
Через місто проходить залізниця Мандалай — М'їчина, стабільно ходять також вантажні автобуси через місто Моун'юа.

## Туризм
У місті є кілька примітних буддійських храмів і руїни палацу Алаунпайї, місто оточує стародавній рів. Хоча місто відкрите для туристів, мало туристів його відвідують.